# Tadese Takele
Tadese Takele (3 de agosto de 2002) es un deportista de Etiopía que compite en atletismo. Ganó una medalla de plata en el Campeonato Mundial de Atletismo Sub-20 de 2021, en la prueba de 3000 m obstáculos. En 2025 ganó la Maratón de Tokio.